# L'uomo senza volto (serial cinematografico)
L'uomo senza volto è un serial cinematografico del 1928 diretto da Spencer Gordon Bennet, probabilmente andato perduto.

## Elenco episodi
1. A Perilous Mission, (distribuito il 15 gennaio 1928)
2. The Barrage, (distribuito il 22 gennaio 1928)
3. The Death Shell, (distribuito il 29 gennaio 1928)
4. The Abduction, (distribuito il 5 febbraio 1928)
5. The Mark of Crime, (distribuito il 12 febbraio 1928)
6. The Road of Peril, (distribuito il 19 febbraio 1928)
7. The Master Strikes, (distribuito il 26 febbraio 1928)
8. The Crime Craft, (distribuito il 4 marzo 1928)
9. A Mysterious Visitor, (distribuito il 11 marzo 1928)
10. Unmasked, (distribuito il 18 marzo 1928)